# Cuasimonedas
Cuasimonedas es un nombre informal otorgado a los bonos emitidos en Argentina por el gobierno nacional y por quince gobiernos provinciales durante la crisis económica que padeció esa república en los años 2001 y 2002, que circulaban de la misma forma que la moneda de curso legal. Se trataba de bonos al portador que podían o no contemplar el pago de intereses, con las mismas dimensiones que los billetes de curso legal del país.
Debido a la Ley de Convertibilidad, desde 1991, la emisión monetaria se encontraba restringida. Frente a la falta de liquidez resultante, estos bonos fueron ideados como un modo alternativo de financiamiento, en el marco de crisis económica que afectaba al país. De esta forma, el gobierno nacional y las provincias podían seguir pagando sus obligaciones y a su vez sostener parcialmente el consumo, lo que generó un breve alivio financiero previo al fin de la Convertibilidad. A medida que el país fue recuperando su economía desde 2003, estas cuasimonedas fueron desapareciendo, hasta extinguirse por completo al ser reabsorbidas por los emisores.
El 17 de enero de 2024, la Legislatura de La Rioja aprobó la emisión por 22 500 millones de pesos de «Bonos de Cancelación de Deuda» conocidos como "Bocade" o más informalmente como "Chacho"; esto abre un nuevo ciclo en la emisión de cuasimonedas en Argentina. Los chachos comenzaron a circular el 1 de julio de 2024.

## Cuasimonedas en Argentina en 2002
La siguiente tabla presenta la distribución para agosto de 2002, a valor nominal, de la emisión provincial y la emisión del Bono Lecop.
| Provincia                 | Denominación  | Monto (millones de pesos) |
| ------------------------- | ------------- | ------------------------- |
| Argentina (nivel federal) | Lecop         | 3225                      |
| Buenos Aires              | Patacón       | 3306,40                   |
| Córdoba                   | Lecor         | 700                       |
| Entre Ríos                | Federal       | 348                       |
| Corrientes                | Cecacor       | 200                       |
| Tucumán                   | Bocade        | 168                       |
| Mendoza                   | Petrom        | 138                       |
| Misiones                  | Cemis         | 130                       |
| Formosa                   | Bocanfor      | 100                       |
| San Juan                  | Huarpes       | 100                       |
| Chaco                     | Quebracho     | 50                        |
| Catamarca                 | Bono Ley 4748 | 45                        |
| Tierra del Fuego          | Letras        | 30                        |
| Chubut                    | Petrobono     | 20                        |
| Río Negro                 | Petrobono     | 20                        |
| La Rioja                  | Bocade        | 5                         |
| Total                     | Total         | 8535,40                   |